# ELLEGARDEN
ELLEGARDEN（エルレガーデン）は、日本のロックバンド。所属事務所はGROWING UP。レーベルはEMI Records。略称は「エルレ」。

## 概要
細美武士（Vo,G）、生形真一（G）、高田雄一（B）、高橋宏貴（Dr）の4人からなるロックバンド。1998年12月末に千葉県で結成。2001年にアルバム『ELLEGARDEN』で全国デビュー。5枚のスタジオ・アルバムをリリースし、2006年11月発売のアルバム『ELEVEN FIRE CRACKERS』は、インディーズリリースながらオリコンチャート初登場1位を記録、2007年3月には、幕張メッセでのワンマンライブを成功させる。作品制作において、メンバー間にモチベーションの差が出てきたことを理由に、2008年より活動を休止。2018年5月10日、約10年ぶりとなる活動再開を発表。2022年12月21日には、約16年ぶりとなる6thアルバム『The End of Yesterday』をリリース。

### バンド名の由来
高橋は、1998年12月31日に開催されるライブチケットを印刷する際、どこにもない個性的なバンド名を付したいと考え、昭文社発行の「漢字用語辞典・外来語辞典」をめくり、ふさわしい言葉を探した。そして、「ELLE」という単語に知的な響きを、「GARDEN」という単語に馬鹿馬鹿しさを感じ、これらを組み合わせてバンド名とした。

### バンド名をめぐる訴訟
2007年、フランスのファッションブランド「ELLE」は、バンド名が入ったロゴグッズが商標権を侵害しているとして、ELLEGARDENのロゴグッズの販売差し止めを求めた。同年5月16日、東京地裁はこれらの訴えを認め、不正競争防止法違反として該当するELLEGARDENのグッズなどの販売を一部差し止める判決を下した。ELLEGARDENの事務所GROWING UPはこれを不当として控訴した。2008年3月19日、東京高裁は控訴審において、ELLEGARDEN側の商品の販売態様等を考慮し、「ELLEGARDEN」は「ELLE」に類似しないと
判断した。一方、「ELLEGARDEN」を「ELLE」と「GARDEN」の二段に分けて表記したロゴについて、不正競争防止法に違反するとして使用差止請求を認め、その余の請求を棄却した。

## メンバー
- 細美 武士（ほそみ たけし、1973年2月22日（52歳） - [10]）
  - ボーカル・ギター[11]。
  - バンドの活動休止後の2008年からはthe HIATUSの、2015年からはMONOEYESのボーカル/ギターとしても活動[10]。
- 生形 真一（うぶかた しんいち、1976年9月30日（48歳） - [要出典]）
  - リードギター・コーラス[11]。リーダー[要出典]。
  - バンドの活動休止後の2008年からNothing's Carved In Stoneのギタリストとしても活動[12]。
  - グリーン・デイのビリー・ジョー・アームストロングのようなギタリストをもっと評価するべきだと語ったことがある[13]。
- 高田 雄一（たかだ ゆういち、1976年7月23日（49歳） - [要出典]）
  - ベース・コーラス[11]。
  - バンドの活動休止後の2009年の2月にMEANINGにベーシストとして正式加入[14]（2018年12月11日のライブを以って脱退[15]）。
  - 2018年5月からMAYKIDZのベーシストとしても活動[16]。
- 高橋 宏貴（たかはし ひろたか、1974年10月29日（50歳） - [要出典]）
  - ドラムス・コーラス[11]。バンドの名付け親[要出典]。
  - バンドの活動休止後の2009年にScars Boroughを結成（2016年3月から活動休止）[17][18]。また2010年3月、THE PREDATORSにドラマーとして加入。2018年札幌を中心に活動しているバンド、トリコンドルのギター久米優佑と共に2人組インストバンド「PAM」を結成[19]。

## 略歴
- 1998年
  - 大晦日の0時に結成[11][20]。
- 2000年
  - 5月、自主制作ミニアルバム『Stupid』を発売。9月27日、ライブハウス、Shibuya eggmanにてワンマンライブを開催[20]。
- 2001年
  - 4月1日 - 5月13日、初のライブツアー「みんなでYou Bitch!!!」を開催。
  - 5月23日、1stミニアルバム『ELLEGARDEN』でインディーズデビュー[11][20]。
  - 10月12日、1stシングル『Bare Foot』を発売。
- 2002年
  - 2月20日、2ndシングル『指輪』を発売。
  - 4月3日、1stスタジオ・アルバム『DON'T TRUST ANYONE BUT US』を発売。
  - 10月16日、2ndミニアルバム『My Own Destruction』を発売。
- 2003年
  - 7月2日、2ndスタジオ・アルバム『BRING YOUR BOARD!!』を発売。1stライブDVD『MY OWN DESTRUCTION TOUR BOOTLEG』を発売。
  - 11月12日、3rdシングル『ジターバグ』を発売。
- 2004年
  - 5月26日、3rdスタジオ・アルバム『Pepperoni Quattro』を発売。2ndライブDVD『BRING YOUR BOARD!! TOUR BOOTLEG Ⅱ』を発売。
  - 11月3日、4thシングル「Missing」を発売。
- 2005年
  - 2月26日、さいたまスーパーアリーナにて、カナダのロックバンドSUM 41主催のライブツアー「SUM 41 Japan Tour 2005」にオープニングアクトとして出演[20]。
  - 4月20日、4thスタジオ・アルバム『RIOT ON THE GRILL』を発売。3rdライブDVD『Bad For Education TOUR LAST BOOTLEG』を発売。
  - 12月7日、5thシングル『Space Sonic』を発売。
- 2006年
  - 4月15日、アメリカ合衆国にて『RIOT ON THE GRILL』のアメリカ盤を発売[21]。
  - 3月18日、アメリカ合衆国のテキサス州オースティンのAustin Convention Centerにて、ロックフェス「SXSW 2006 Music Festival」に出演[21]。
  - 3月20日 - 3月27日、アメリカ合衆国のニューヨーク、ボストン、フィラデルフィア、シカゴ、デンバー、シアトル、ポートランドを回るライブツアー「ジャパン・ナイト USツアー2006」に出演[21]。
  - 8月9日、6thシングル『Salamander』と4thライブDVD『Doggy Bags』を発売。
  - 10月12日から約半年をかけて全国ライブツアー「ELLEGARDEN ELEVEN FIRE CRACKERS TOUR 06-07」を開催。最終日である3月24日は千葉県の国際展示場MAKUHARI MESSE <展示場ホール9,10,11>にて行われ、ツアー全体で3万人を動員した[22]。
  - 11月8日、5thスタジオ・アルバム『ELEVEN FIRE CRACKERS』を発売し、発売初週で21.6万枚を売り上げ、オリコンのアルバムウィークリーランキングで初の首位を獲得した[23]。
- 2007年
  - 6月1日、Zepp OsakaにてThe Birthdayと対バンイベント「SPRING un/desca? ver.69」を開催[22]。
  - 10月24日、5thライブDVD『ELEVEN FIRE CRACKERS TOUR 06-07 〜AFTER PARTY』を発売。
- 2008年
  - 5月2日、オフィシャルサイトにて活動休止を発表[24]。新アルバム制作におけるメンバー間のモチベーションの違いが要因の一つと発表された（当時すでに雑誌に制作・レコーディングの取材が行われていた）。
  - 7月2日、初のベスト・アルバム『ELLEGARDEN BEST 1999-2008』を発売。
  - 9月7日、新木場STUDIO COASTでのラストライブをもって活動を休止し、その様子を収めた6thライブDVD『2008.09.07. STUDIO COAST』が2009年4月8日にリリースされた[25]。
- 2018年
  - 5月10日、10年振りとなる活動再開を発表。それに伴いライブツアー『ELLEGARDEN THE BOYS ARE BACK IN TOWN TOUR 2018』を開催[26]。ゲストにはONE OK ROCKが出演した。
- 2019年
  - FUJI ROCK FESTIVAL'19などイベント・フェスに出演。秋にはASIAN KUNG-FU GENERATION、ストレイテナーとともに「NANA-IRO ELECTRIC TOUR 2019」を開催。
- 2020年
  - 8月5日、LIVE Blu-ray&DVD『NANA-IRO ELECTRIC TOUR 2019』をASIAN KUNG-FU GENERATION、ストレイテナーと合同でリリース。ELLEGARDENとしては活動再開後初の作品リリースとなった。
  - 8月、新型コロナウイルス感染拡大により、年内出演のライブがすべて中止となったことにより、初となるYouTube生配信を行った。猪苗代湖からの生中継で無観客アコースティックライブを開催した。
- 2021年
  - 12月、10-FEET、マキシマム ザ ホルモンとともに対バンツアーを開催。
- 2022年
  - 2月より16年ぶりのアルバム制作を開始[27]。
  - 9月9日、16年ぶりの楽曲となる『Mountain Top』を配信リリース[28]。本シングルより「An EMI Records」へ移籍。結成24年で初のメジャーデビューとなる。
  - 9月23日、NHKにて『ELLEGARDENスペシャル』が放送[29]。バンドとして初の地上波テレビ番組への出演となる[30]。
  - 11月より16年ぶりとなるワンマンツアー「Lost Songs Tour 2022」を開催[31]。同月末、初の長編ドキュメンタリー映画『ELLEGARDEN：Lost & Found』をAmazon Prime Videoにて独占配信[32]。
  - 12月21日、16年ぶりとなるアルバム『The End of Yesterday』を発売[33]。
- 2023年
  - 3月より全国ライブハウスツアー「The End of Yesterday Tour 2023」を開催。
  - 7月よりアリーナ＆野外スタジアムツアー「Get it Get it Go! SUMMER PARTY 2023」を札幌、熊本、名古屋、大阪、千葉（ZOZO MARINE STADIUM ）で開催。
  - 7月29日「FUJI ROCK FESTIVAL'23」に出演するなど多くのフェスに参加した
  - 10月よりアジアツアー「The Boys are Back in the East Tour」を韓国、台湾、香港で開催。
  - 12月31日「COUNTDOWN JAPAN2324」EARTH STAGE においてカウントダウンの年越しバンドとして新年を迎えた。
- 2024年
  - 11月8日にボーカルの細美が網膜剥離の緊急手術を受け、19日の診察で「まだ気泡が眼球内に残っているため」として飛行機の搭乗許可が下りず、22日より行う予定だったアジアツアー「Boys are Back in the East Tour 2024」が延期となった[34]。

## 使用機材
| 細美武士 - エレキギター - Gibson Les Paul '57 Historic - Gibson Les Paul '58 Historic - Gibson Les Paul Standard Chery Burst - Epiphone Les Paul Classic Frame Top - Fender Stratocaster Custom Shop MBS 50 ST/WBL - アコースティックギター - Martin D-28 Marquis - アンプ - Diezel Herbert - Marshall 1960A 生形真一 - エレキギター - Gibson ES-355 Custom Shop with Bigsby - Gibson ES-335 Dot Export Proto - Gibson ES-335 Diamond F-Hole - Epiphone Riviera - アンプ - Bad Cat LYNX - VHT Pitbull 高田雄一 - エレキベース - Fender Precision Bass - G&L L-2000 - アンプ - Ampeg SVT-VR - Ampeg SVT-810E | 高橋宏貴 - ドラムセット - Ludwig-Musser Classic Maple 22",13",16" - スネアドラム - Gretsch G4160 - Ludwig-Musser ブラックビューティー - シンバル - PAiSTE 2002 Crush19",20",Formula 602 HEAVY Ride 22"/2002 HEAVY Ride 22" - ハイハット - Zildjian New Beat 14" Bottom&top - PAiSTE 2002 HEAVY Hi-Hat - ドラムスティック - Pearl Standard Hickory 190STH/Hard Wear - pro-mark シグネチャーモデル (非売品) - ドラムスローン - TAMA |

## 作品

### マキシシングル
|     | 発売日                                 | タイトル    | 規格   | 規格品番            | 最高位 |
| --- | -------------------------------------- | ----------- | ------ | ------------------- | ------ |
| 1st | 2001年10月12日 2004年8月25日（再発売） | Bare Foot   | 12cmCD | DLCI-1004 ZEDY-1004 | 159位  |
| 2nd | 2002年2月20日                          | 指輪        | 12cmCD | DYCL-1002           |        |
| 3rd | 2003年11月12日                         | ジターバグ  | 12cmCD | ZEDY-1006           | 75位   |
| 4th | 2004年11月3日                          | Missing     | 12cmCD | ZEDY-1009           | 16位   |
| 5th | 2005年12月7日                          | Space Sonic | 12cmCD | GUDY-1001           | 5位    |
| 6th | 2006年8月9日                           | Salamander  | 12cmCD | ZEDY-1010           | 3位    |

### 配信限定シングル
|     | 発売日         | タイトル             |
| --- | -------------- | -------------------- |
| 1st | 2022年9月9日   | Mountain Top         |
| 2nd | 2022年10月31日 | Strawberry Margarita |
| 3rd | 2025年8月10日  | カーマイン           |

### 自主制作盤
| 発売日    | タイトル | 規格   | 規格品番  |
| --------- | -------- | ------ | --------- |
| 2000年5月 | Stupid   | 12cmCD | YHUT-3601 |

### ミニアルバム
|     | 発売日        | タイトル           | 規格   | 規格品番  | 最高位 |
| --- | ------------- | ------------------ | ------ | --------- | ------ |
| 1st | 2001年5月23日 | ELLEGARDEN         | 12cmCD | DYCL-2001 | 240位  |
| 2nd | 2002年10月6日 | My Own Destruction | 12cmCD | DYCL-2004 | 206位  |

### スタジオ・アルバム
|     | 発売日         | タイトル                  | 規格   | 規格品番   | 最高位 |
| --- | -------------- | ------------------------- | ------ | ---------- | ------ |
| 1st | 2002年4月3日   | DON'T TRUST ANYONE BUT US | 12cmCD | DYCL-2002  | 94位   |
| 2nd | 2003年7月2日   | BRING YOUR BOARD!!        | 12cmCD | ZEDY-2006  | 74位   |
| 3rd | 2004年5月26日  | Pepperoni Quattro         | 12cmCD | ZEDY-2009  | 17位   |
| 4th | 2005年4月20日  | RIOT ON THE GRILL         | 12cmCD | ZEDY-2012  | 3位    |
| 5th | 2006年11月8日  | ELEVEN FIRE CRACKERS      | 12cmCD | ZEDY-2017  | 1位    |
| 6th | 2022年12月21日 | The End of Yesterday      | 12cmCD | UPCH-20642 | 2位    |

### ベスト・アルバム
|     | 発売日       | タイトル                  | 規格   | 規格品番  | 最高位 |
| --- | ------------ | ------------------------- | ------ | --------- | ------ |
| 1st | 2008年7月2日 | ELLEGARDEN BEST 1999-2008 | 12cmCD | ZEDY-2021 | 2位    |

### トリビュート・アルバム
|     | 発売日         | タイトル                          | 規格                   | 規格品番   | 最高位 |
| --- | -------------- | --------------------------------- | ---------------------- | ---------- | ------ |
| 1st | 2022年11月11日 | ELLEGARDEN TRIBUTE                | デジタル・ダウンロード |            |        |
| 1st | 2023年2月17日  | ELLEGARDEN TRIBUTE                | デジタル・ダウンロード |            |        |
| 1st | 2023年11月29日 | OFF THE WALL -ELLEGARDEN TRIBUTE- | CD                     | UPCH-20647 | 45位   |

### 映像作品

#### ライブDVD
|     | 発売日         | タイトル                                      | 規格    | 規格品番            |
| --- | -------------- | --------------------------------------------- | ------- | ------------------- |
| 1st | 2003年7月2日   | MY OWN DESTRUCTION TOUR BOOTLEG               | 12cmDVD | ZEDY-3002           |
| 2nd | 2004年5月26日  | BRING YOUR BOARD! TOUR -BOOTLEG II-           | 12cmDVD | ZEDY-3003           |
| 3rd | 2005年4月20日  | Bad For Education TOUR LAST BOOTLEG           | 12cmDVD | ZEDY-3004           |
| 4th | 2006年8月9日   | Doggy Bags                                    | 12cmDVD | ZEDY-3005/ZEDY-3006 |
| 5th | 2007年10月24日 | ELEVEN FIRE CRACKERS TOUR 06-07 〜AFTER PARTY | 12cmDVD | ZEDY-3007           |
| 6th | 2009年4月8日   | 2008.09.07. STUDIO COAST                      | 12cmDVD | ZEDY-3008           |

## タイアップ一覧
| 使用年 | 曲名                 | タイアップ                                                                                 |
| ------ | -------------------- | ------------------------------------------------------------------------------------------ |
| 2001年 | Bare Foot            | TOYOTA「TOYOTA HEART LABEL」CMソング                                                       |
| 2002年 | 右手                 | OVA『I'll』第1巻エンディングテーマ                                                         |
| 2003年 | 風の日               | OVA『I'll』第2巻エンディングテーマ                                                         |
| 2003年 | ジターバグ           | TBS系『COUNT DOWN TV』2003年11月度エンディングテーマ                                       |
| 2006年 | Space Sonic          | 北海道テレビ『NO MATTER BOARD（'05-'06シーズン）』2006年1月度オープニングテーマ            |
| 2006年 | Space Sonic          | NHK総合『謎のホームページ サラリーマンNEO』内『Re:』挿入歌                                 |
| 2006年 | Space Sonic          | 静岡放送『みちブラっ!静岡十八番』オープニング/メインテーマソング（2006年 - ）              |
| 2006年 | Mr.Feather           | NHK総合『謎のホームページ サラリーマンNEO』内『Re:』挿入歌                                 |
| 2010年 | Salamander           | とちぎテレビ『TOCHIGI FIGHTING!!SC一枚岩』テーマソング                                     |
| 2013年 | Stereoman            | ニッポン放送『アルコ&ピースのオールナイトニッポン0 (ZERO)』オープニングテーマ（2013年 - ） |
| 2022年 | Strawberry Margarita | Amazon Music「もう聞いた？」キャンペーンTV-CMソング                                        |
| 2023年 | 風の日               | ライオン「NONIO」CMソング                                                                  |
| 2025年 | ジターバグ           | 漫画『ふつうの軽音部』5巻発売記念スペシャルPV「等身大の、いまを鳴らせ。」使用曲            |
| 2025年 | カーマイン           | テレビアニメ『ONE PIECE』オープニング主題歌                                                |

## ヘビーローテーション/パワープレイ

### テレビ
| 放送年 | 曲名         | ヘビーローテーション/パワープレイ          |
| ------ | ------------ | ------------------------------------------ |
| 2005年 | Space Sonic  | スペースシャワーTV 2005年12月度POWER PUSH! |
| 2022年 | Mountain Top | MTV Japan 10月前期BUZZ CLIP                |

## 出演

### テレビ
- 「ELLEGARDENスペシャル」（2022年9月23日、NHK）[41][29][30]

### ラジオ
- RIOT ON THE RADIO（bayfm）毎週水曜24:30-24:52（ほぼ生放送）（2008年9月3日をもって終了）